# Fumària
Fumaria és un gènere d'angiospermes de la família de les papaveràcies (Papaveraceae), subfamília Fumarioideae, de la qual són el gènere tipus. En català diverses de les espècies autòctones reben el nom de fumàries.
Són plantes herbàcies anuals nadiues de les zones temperades d'Europa i Àsia. El gènere està estretament emparentat amb Corydalis. Són plantes ruderals que proliferen espontàniament en vores de camps i camins. Algunes espècies tenen usos medicinals, com és el cas de Fumaria officinalis.

## Morfologia
Les fumàries són herbes anuals, glabres, de tija erecta i ben ramificada, que pot arribar a fer de 30 a 60 cm d'alçada. És una dicotiledònia i té l'arrel axonomorfa.
Les fulles de 2-3 mm d'amplada i 3-4 cm de longitud, i d'un color verd fosc, tenen una disposició alterna, son allargades i alhora tallats en segments lanceolats, amb el marge fi. Són de textura suau.
Floreixen començaments de primavera, formen inflorescències en branques terminals d'una dotzena de flors zigomorfes, de fins a 9 mm de longitud. Les petites flors s'agrupen en espigues vermelles, roses o blanques i són tubulars. Creixen en branques subsèssils o curtament pedunculades. Tenen el calze format per dos sèpals petits, de color blanc, ovalats i amb el marge dentat. La corol·la està composta per quatre pètals lliures, allargats, entre els quals el superior està perllongat en un esperó ample, en el que es troba el nectari. L'androceu és diadelf, amb 6 estams fusionats en dos grups, que cada un d'ells està dividit en tres antenes. L'antera central té dues teques i les laterals una. El gineceu mostra dos carpels, amb l'ovari súper.
El fruit, que és globular i rugós quan se seca, fructifica en un petit aqueni suborbicular, d'àpex truncat o emarginat (quasi més ample que llarg: 2-2,25 x 3 mm). Per tant, les llavors són molt petites.

## Taxonomia
Lles següents espècies són autòctones als Països Catalans: Fumaria macrosepala, F. bicolor, F. bastadii, F. calcarata', F. capreolata, F. flabellata, F. reuteri', F. agraria, F. gaillardoti, F. parviflora, F. vaillanti, F. densiflora', F. officinalis i F. mirabilis.
- Fumaria agraria Lag.
- Fumaria barnolae Sennen & Pau
  - Fumaria barnolae subsp. barnolae Sennen & Pau
- Fumaria bastardii Boreau
- Fumaria bicolor Nicotra
- Fumaria bracteosa Pomel
- Fumaria capreolata L.
- Fumaria coccinea Lowe ex Pugsley
- Fumaria densiflora DC.
- Fumaria faurei (Pugsley) Lidén
- Fumaria flabellata Gasparr.
- Fumaria gaillardotii Boiss.
- Fumaria macrosepala Boiss.
  - Fumaria macrosepala subsp. macrosepala Boiss.
- Fumaria melillaica Pugsley
- Fumaria mirabilis Pugsley
- Fumaria montana Schmidt
- Fumaria munbyi Boiss. & Reut.
- Fumaria muralis Sond. ex W.D.J. Koch
- Fumaria muralis subsp. muralis Sond. ex Koch
- Fumaria officinalis L.
- Fumaria parviflora Lam.
- Fumaria petteri Rchb.
- Fumaria petteri subsp. calcarata (Cadevall) Lidén & A. Soler
- Fumaria pugsleyana (Maire ex Pugsley) Lidén
- Fumaria reuteri Boiss.
- Fumaria rupestris Boiss. & Reut.
- Fumaria rupestris subsp. rupestris Boiss. & Reut.
- Fumaria segetalis (Hammar) Cout.
- Fumaria sepium Boiss. & Reut.
- Fumaria vaillantii Loisel.